# Brummers Plads
Brummers Plads i Odense ligger mellem de gamle bygninger som tidligere husede Odense Glasværk. Pladsen har navn efter cand.pharm. bryggeriejer S. Brummer som i 1873 var initiativtager til oprettelsen af Odense Glasværk.
Efter en stor ombygning i 2001 består området i dag hovedsageligt af alment boligbyggeri, men huser også erhverv samt Beklædningsfagskolen. På pladsen foran Beklædningsfagskolen findes bronzeskulpturen Blækspruttekjolen af billedhuggeren Jens Galschiøt. Skulpturen er en hyldelst til og inspireret af Blækspruttekjolen af Erik Mortensen fra modehuset Scherrers kollektion 1992-1993. Skulpturen blev afsløret den 7. oktober 1999 af den unge danske ansvarshavende førstedesigner Jørgen Simonsen fra modehuset Versace i Milano.